# Khalil Small
Khalil Small (Chicago, Illinois, 19 de abril de 1995) es un baloncestista estadounidense que pertenece a la plantilla del Tampereen Pyrintö de la Korisliiga, el primer nivel del baloncesto finlandés. Con 1,88 metros de estatura, juega en la posición de escolta.

## Trayectoria deportiva

### Universidad
Jugó cuatro temporadas con los Phoenix de la Universidad de Wisconsin-Green Bay, en las que promedió 11,0 puntos, 4,5 rebotes y 1,8 asistencias por partido. fue incluido en el mejor quinteto de la Horizon League en 2018, y además en el mejor quinteto defensivo las dos últimas temporadas.

### Profesional
Tras no ser elegido en el Draft de la NBA de 2018, en el mes de agosto de ese año firmó su primer contrato profesional con el Kobrat de la Korisliiga, el primer nivel del baloncesto finlandés. Jugó una temporada, en la que promedió 17,7 puntos y 6,0 rebotes por partido.
En septiembre de 2019, sin cambiar de liga, fichó por el Tampereen Pyrintö. Hasta el parón por el coronavirus en marzo de 2020, llevaba promediados 13,7 puntos y 5,9 rebotes por encuentro.